# Operațiunea München
Operațiunea „München” este numele de cod al ofensivei armatelor română și germană în timpul celui de-Al doilea război mondial pentru eliberarea Basarabiei și nordului Bucovinei de sub ocupație sovietică. Operațiunea a început la data de 2 iulie 1941 și s-a încheiat victorios la 26 iulie, același an. 
În timpul operațiunii armata română a suferit pierderi semnificative: 22.765 de oameni (4.271 morți, 12.326 răniți și 6.168 dispăruți) și 58 de avioane. Pierderile sovietice s-au ridicat la 17.893 (8.519 morți și dispăruți și 9.374 răniți). 

## Planul românesc
Ofensiva generală pe frontul Prutului, denumită Operațiunea „München”, a fost plănuită pentru 2 iulie. Lovitură principală urma să fie dată de experimentata Armată a 11-a germană, cu Corpul de Cavalerie român (Brigăzile 5 și 6 Cavalerie) și Corpul 11 german (Diviziile 76 și 239 Infanterie germane, Diviziile 1 Blindată și 6 Infanterie române) spre direcția principală – Moghilău. 
Corpurile 30 (Divizia 198 Infanterie germană, Diviziile 8, 13 și 14 Infanterie române) și 54 (Diviziile 50 și 170 Infanterie germane, Divizia 5 Infanterie română) aveau misiunea să ocupe Bălțiul și Dubăsarii. Armată a 4-a română urmă să atace cu Corpul 3 (Diviziile 35 Infanterie Rezervă, 11 și 15 Infanterie) în direcția Chișinăului și cu Corpul 5 (Divizia de Gardă, Divizia de Grăniceri și Divizia 21 Infanterie) spre Tighina. Corpul 11 (Brigăzile 1 și 2 Fortificații) rămânea pe poziții defensive. 
În sud, în Deltă, Corpul 2 (Diviziile 9 și 10 Infanterie) trebuia să forțeze Dunărea și să curețe litoralul până la Limanul Nistrului. În fine, Armată a 3-a a primit comanda operativă a Corpului de Munte (Brigadă 8 Cavalerie, Brigăzile 1, 2 și 4 Munte și Divizia 7 Infanterie) și avea misiunea să ocupe nordul Bucovinei. 

## Desfășurarea operațiunii

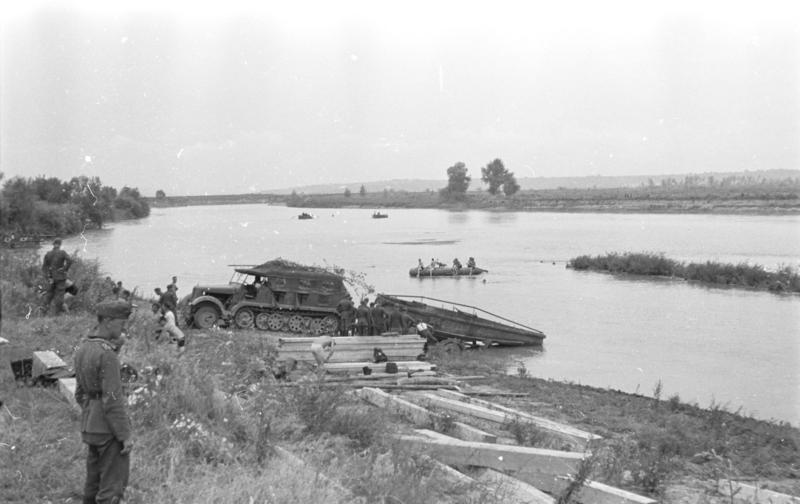
Trupele germano-române traversează Prutul

### 2 iulie
În nord, Divizia 7 Infanterie a început atacul la ora 4:00 după o pregătire de artilerie de zece minute. Înaintarea a fost însă oprită la 6:30 de puternice contraatacuri sovietice. Însă trupele Corpului 17 din Armată a 12-a sovietică erau în retragere, datorită pătrunderii germane până la Rivne, care le amenința spatele. Gen. de divizie Gheorghe Avramescu, comandantul Corpului de Munte, a ordonat atacul pe tot frontul a două zi. 
Mai în aval de Bucovina, pe frontul central-nordic al Basarabiei, Corpul de Cavalerie din componența Armatei a 11-a a început trecerea în primele ore ale zilei. Brigada 6 Cavalerie, aflată pe aripa stângă a corpului, la joncțiunea cu Armata a 3-a, a creat cu greu un cap de pod peste Prut în zona nord Șerbeni A Dumeni, datorită numeroaselor contraatacuri ale blindatelor sovietice. Divizia 6 Infanterie a început traversarea la Cuconești, Movila Ruptă și Corpaci, fără incidente. Regimentul 27 Dorobanți „Bacău” a reușit să treacă 2 batalioane peste rău până la căderea serii. Divizia 1 Blindată a declanșat și ea atacul pe direcția Brătușeni A Edineț. 
Corpul 3, care reprezenta aripa nordică a Armatei a 4-a, vecină cu Armata a 11-a germană, a atacat numai cu Divizia 35 Infanterie Rezervă. Traversarea Prutului a început la ora 16:45, sub supravegherea generalului Ion Antonescu, aflat în inspecție în zonă. Regimentul 67 Infanterie reușit să treacă pe malul estic două batalioane și să ocupe Dealul Costuleni, pierzând un singur soldat în cursul operațiunilor. Seara, Compania 6 Pontonieri a început construirea podului. În fața Corpului 3 se aflau elemente din Divizia 95 Pușcași și Corpul 2 Cavalerie (Diviziile 5 și 9 Cavalerie) sovietice. 
Primele trupe ale Diviziei de Gardă care au trecut Prutul a fost o companie a Regimentului 6 Infanterie Gardă „Mihai Viteazul”, care avea misiunea de a menține capul de pod de la Bogdanești. În rest, pe tot frontul Corpului 5, a avut loc o pregătire de artilerie care trebuia să neutralizeze artileria grea sovietică din zonă, să distrugă fortificațiile și să dezorganizeze apărarea, însă datorită alocării unei cantități insuficiente de muniție, aceasta nu și-a atins scopul. Nici pregătirea trecerii râului nu a fost bine mascată și nu a constituit o surpriză. Astfel Divizia de Gardă a întâmpinat greutăți serioase în momentul traversării Prutului, fiindu-i practic imposibil să înainteze prea mult, deși avea la dispoziție pe malul estic aproape toată infateria sa. A fost oprită de puternica rezistență întâmpinată pe Dealul Epureni și lângă satele Stoenești și Țiganca. 

### 3 iulie

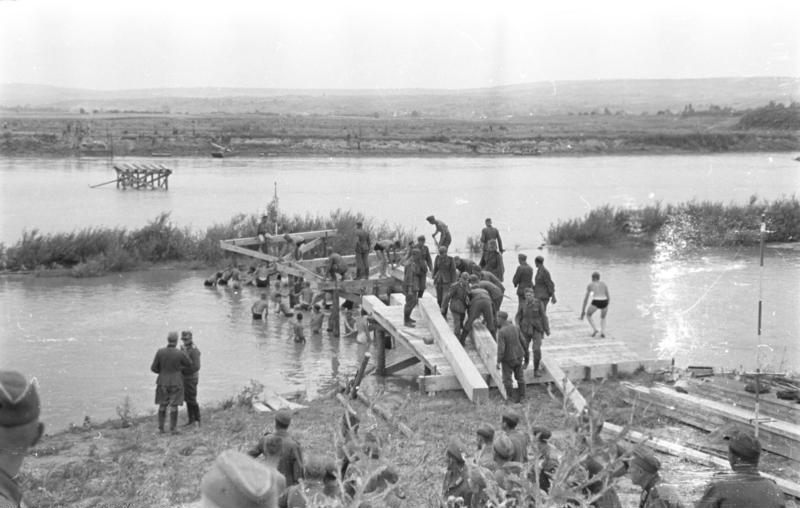
Trupele române ridică un cap de pod peste Prut

Batalioane 1 și 2 ale Brigăzii 1 Munte au înaintat până în apropierea Storojinețului, au trecut Siretul prin apă, deoarece podul fusese dinamitat în timpul retragerii, și au distrus ariergarda sovietică aflată în oraș. În dreapta Brigăzii 1 Munte, Brigada 4 Munte a ajuns pe Siretul Mic împingând înapoi ariergărzile Diviziei 60 Munte sovietice. Aripa dreaptă a Armatei a 3-a era formată din Divizia 7 Infanterie și Brigada 2 Munte, Brigada 8 Cavalerie fiind în rezervă. Brigada 2 a înaintat spre Molnița, cu Batalionul 15/Grupul 4 Vânători de Munte în avangardă, care a dus lupte grele pentru cucerirea Dealului Bourului, în timp ce Grupul 5 a ocupat Dealul Porcului. Divizia 7 a dus lupte în zonele Fântâna Albă, Cerepcăuți și Petricani, fără a înainta prea mult și pierzând 88 de oameni (7 morți, 72 răniți și 9 dispăruți). 
Brigada 6 Cavalerie a ajuns la nord-est de Văratic, iar Divizia 6 a continuat traversarea fără probleme. În schimb Divizia 13 Infanterie a fost atacată foarte puternic de Corpul 2 Mecanizat sovietic la Șoltoaia. Rapoartele înaintate comandamentului menționau 200 de tancuri, cifră foarte probabil exagerată. 
Regimentul 55 Infanterie, precum și câteva divizioane de artilerie au trecut Prutul. Divizia 35 a lărgit capul de pod, fără a întâmpina rezistențe serioase, și a intrat în legătură cu trupele germane din stânga sa.

### 4 iulie

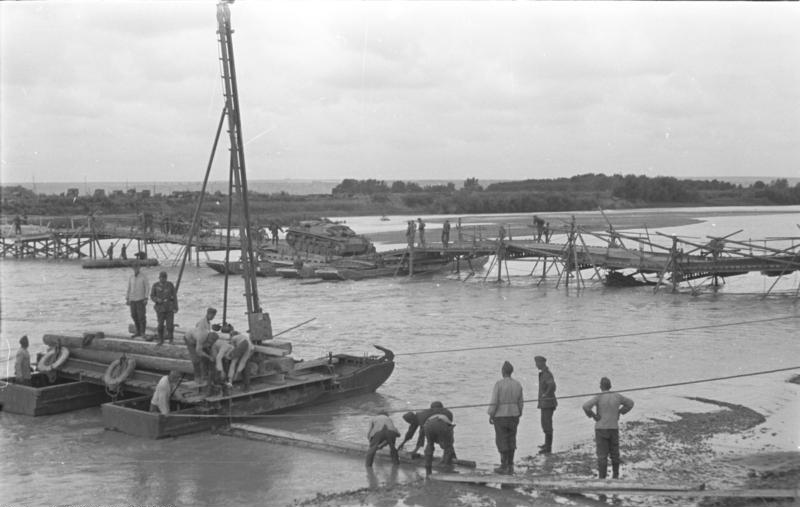
Trupele germano-române ridică un cap de pod peste Prut

Brigada 4 Munte a executat la ordinul gen. de corp de armată Petre Dumitrescu o manevră cu o parte din forțe în spatele trupelor sovietice care luptau în zonăa Fântâna Albe și Cerepcăuți, forțându-le să se retragă și astfel Divizia 7 Infanterie și Brigada 8 Cavalerie au traversat și ele Siretul. Brigadă 1 Munte a continuat înaintarea și a ajuns cu Grupul 1 Vânători de Munte al col. Albert Ludwig în fața Cernăuților. Acesta a fost decorat ulterior cu Ordinul Mihai Viteazul de clasa a III-a pentru înaintarea rapidă a detașamentului său. 
Brigada 5 Cavalerie a trecut și ea Prutul cu Detașamentul „Col. Korne” și a început înaintarea pe direcția Terebna A Edineț. Divizia 1 Blindată a intervenit cu Batalionul 1 din Regimentul 1 Care de Luptă la est de Brătușeni în sprijinul Regimentului 203 din Divizia 76 Infanterie germană, care era atacat de blindate sovietice și se afla într-o situație grea. Divizia 8 Infanterie, subordonată Corpului 30, a ieșit din capetele de pod de la Bădărăi, Chetriș și Moara Domnească, dar a fost oprită de comandamentul corpului, deoarece Divizia 198 germană aflată în flancul său întâmpina greutăți. Subordonată aceluiași corp german, Divizia 13 a dus lupte la Sărata Nouă.
În timpul nopții spre 5 iulie, Divizia 1 Blindată a fost angajată lângă Brânzeni cu elemente ale Diviziilor 74 și 176 Pușcași sovietice (din Corpul 48 Pușcași), sprijinite de tancuri. Ulterior a pus stăpânire pe satele Chetroșica Veche și Parcova, iar grupul său de cercetare a ajuns până la Edineț.

### 5 iulie
Grupul „Col. Mociulschi” din Brigada 1 Munte (Batalioanele 1, 2 și 23 Vânători de Munte, Divizionul 1 Obuziere Munte, o baterie de tunuri de munte, o companie anticar și Escadronul 1 Vânători Călări) a atacat frontal Cernăuțiul, în timpul ce restul brigăzii, masată în Grupul „Col. Marinescu”, a manevrat pe vest, iar Brigada 4 a manevrat pe la est. Amenințate cu încercuirea, trupele sovietice s-au retras. La ora 17:00 au pătruns în oraș Batalioanele 3 și 23 Vânători de Munte. Capitală Bucovinei de Nord fusese reluată. 
Brigada 2 Munte a trecut Prutul și a înaintat spre Hotin, ducând lupte grele la Noua Suliță și Dinăuți, unde trupele sovietice au cotraatacat, situația fiind salvată de intervenția Escadronului 2 Vânători Călări. Pentru operațiunea de ocupare a orașului, gen. de brigadă Ioan Dumitrache, comandantul Brigăzii 2 Munte, i s-a subordonat și Brigada 8 Cavalerie, care a înlocuit în stânga sa Divizia 7 Infanterie. 
Divizia 13 a întâmpinat rezistențe puternice la Mărăndeni. Batalionul III/Regimentul 7 Dorobanți a reușit să ocupe localitatea, dar a suferit pierderi mari. De asemenea, Divizia 5 Infanterie română, din Corpul 54 german, a trecut și ea Prutul și a luat o poziție pe flancul drept al acestuia.
Divizia 35 a respins un asalt sovietic lângă Brătuleni, iar Divizia 15 a avut de suportat două lovituri. Prima a avut loc în jurul orei 12:00, lângă Bălăurești, la aripa stângă a Regimentului 25 Infanterie, unde se afla Batalionul III, dar intervenția artileriei a dus la respingerea acesteia. În după-amiază, două companii sovietice au atacat dinspre Sărăteni pozițiile Batalionului III/Regimentului 10 Vânători, aflat pe flancul drept. Asaltul a fost respins, iar cele două companii au fost distruse aproape în totalitate. Doar 8 supraviețuitori au fost luați prizonieri. Trupele sovietice au contraatacat numai flancurile Diviziei 15, încercând să pună grosul unității în dificultate. 
Corpul 5 a decis angajarea Diviziei 21 Infanterie la dreapta Diviziei de Gardă pentru a o ajută pe aceasta să depășească impasul în care se afla. Atacul trebuia să aibă loc în timpul nopții. Infanteria urma să traverseze râul pe podul de cale ferată de la Bogdănești. Artileria nu putea fi mutată decât după ce un pod de vase va fi construit la Fălciu. După o scurtă recunoaștere, gen. Dăscălescu a decis că atacul să fie executat de Regimentul 24 Infanterie, cu două batalioane în prima linie. La ora 1:00 trupele au început să treacă prin ploaie pe pod, care fusese avariat de un bombardament, dar încă mai rezista. 

### 6 iulie
Regimentul 2 Călărași trebuia să fixeze forțele inamice, în timp ce Detașamentul „Lt. col. Ciubotaru” (comandantul Batalionului 7) și Escadronul 1/Regimentul 3 Călărași Purtat manevrau pe la est, iar două batalioane de Vânători de munte și un divizion de artilerie de munte pe la nord-vest. La ora 5:45, avangarda Regimentului 2 Călărași (Escadronul 3) a ajuns în zona conacului Rateș, unde a fost oprită de o rezistentă puternică, cpt. Fortunescu, comandantul unității, fiind rănit. Escadronul a fost întărit cu două plutoane și la 9:00 a învăluit poziția sovietică pe la est, forțându-i pe apărători să se retragă. Asaltul asupra Hotinului a început la ora 18:00, iar la 19:30 Batalionul 16 a fost puternic atacat dinspre Rucșin. A intervenit Batalionul 9 Vânători de Munte și a restabilit situația. Astfel, la ora 20:00, Batalionul 16 a intrat în partea de sud a pădurii Hotin, urmat aproape de Batalionul 9. Detașamentul „Ciubotariu” a înaintat până pe Dealul Imașului, unde a surprins o coloană sovietică în retragere. În timpul nopții, pozițiile detașamentului au fost puternic atacate de infanterie sprijinită de tancuri, dar a rezistat, blocând o eventuală cale de repliere spre sud-est. 
Gen. de divizie Vasile Atanasiu, comandantul Corpului 3, a decis introducerea în prima linie și a Diviziei 11 Infanterie, ultima mare unitate aflată în subordinea sa. Aceasta a ocupat poziții la dreapta Diviziei 15 și la nord de Corpul 5, care se chinuia să spargă frontul la Țiganca și să iasă din capul de pod. 
La ora 10:00 două batalioane ale Regimentului 24 Infanterie 10:00 au decis începerea atacului fără suportul aviației (care era așteptat pentru ora 9:00, dar nu apăruseră). Însă, avioanele au apărut după jumătate de oră și au atacat din greșeală trupele române. Cu toată confuzia creată, Batalionul II a reușit să se apropie de satul Stoenești, avansând cu dificultate prin bălțile din zonă. A fost cerută intervenția Regimentului 30 Artilerie, dar din motive necunoscute aceasta nu s-a materializat. Totuși, la 20:00, Regimentul 24 Infanterie ajunsese deja la poalele Dealului Epureni, iar Batalionul I începuse asaltul. Pierderile primei zile pentru Divizia 21 Infanterie: 26 morți și 166 răniți. Divizia de Gardă a atacat cu Regimentul 6 Infanterie Gardă și a reușit să învingă rezistența sovietică din fața ei și până seara să ocupe Dealul Cania, stabilind un cap de pod solid. Pierderile regimentului au fost însă destul de mari: 32 morți, 158 răniți și 7 dispăruți. 

### 7 iulie
Pe o ploaie torențială, luptele au continuat în nordul Basarabiei. Batalionul 10 Vânători de Munte a reușit să pătrundă în nordul Hotinului, iar Batalionul 16 să se apropie de satul Otaci, punctul de trecere peste Nistru folosit de sovietici. În ziua următoare, Divizioanele 52 și 57 Artilerie Grea au redus la tăcere artileria inamică de pe malul stâng al Nistrului. La ora 14:00, Brigadă 2 Munte a declanșat atacul și a eliminat ultimele rezistențe de pe Dealul Cetății și de la Otaci. Până la oră 17:00, orașul era în mâinile românilor. În urma acestor succese, Armată 3 a primit ordinul să schimbe direcția de atac spre est. Astfel, Brigada 8 Cavalerie trebuia să asigure legătura la aripa dreaptă cu Corpul de Cavalerie, în timp ce Corpul de Munte urma să înainteze până la Nistru între Vijnievo și Voloșcova. Divizia 7 Infanterie a fost subordonată Armatei a 4-a. 
Forțele Diviziei 1 Blindată a ajuns la frontiera din 1940, în dreptul orașului Moghilău. Tot în această zi, elemente ale Corpului de Cavalerie, comandat de gen. de divizie Mihail Racoviță, au ajuns lângă Lipnic, pe Nistru. Brigada 6 Cavalerie a reușit performanță de a străbate 50 km în acea zi. 
Mai la sud înaintarea a decurs mai greu, Divizia 14 Infanterie, din Corpul 30 german, fiind oprită în față orașului Bălți. Batalionul III/Regimentul 13 Dorobanți „Ștefan cel Mare” a atacat frontal satul Biliceni, în timp ce Batalionul II a manevrat localitatea pe la nord. 
Corpul 3 a primit misiunea să înainteze pe direcția Lăpușna A Hîncești A Chișinău. Pentru aceasta, Divizia 35 Infanterie Rezervă a început să înainteze pe două direcții: spre Vărzărești A Șendreni A Vorniceni și spre Călărași, iar Divizia 11 spre Leușeni A Cărpineni A Sărata Galbenă, trebuind să ocupe malul vestic al râului Lăpușna. Aceasta din urmă a fost oprită pe Lăpușna de focul artileriei sovietice, Regimentul II Romanați nr. 19 suferind pierderi considerabile. 
Batalionul III/Regimentului 1/2 Vânători de Gardă a atacat printr-o ploaie torențială, traversând pârâul Bălacea sub un puternic foc de artilerie și mitraliere și a avansat până la marginea vestică a Dealului Țiganca, între satele Țiganca și Stoenești. Divizia 21 Infanterie a trecut și restul infanteriei la est de Prut. Rezistența trupelor sovietice din zonă era foarte puternică, cauzând pierderi considerabile Corpului 5. Insuccesele acestuia s-au reflectat asupra comandantului: gen. de corp de armată Gheorghe Levenți, care a fost înlocuit în acea zi cu gen. de divizie Aurelian Son. 

### 8 iulie

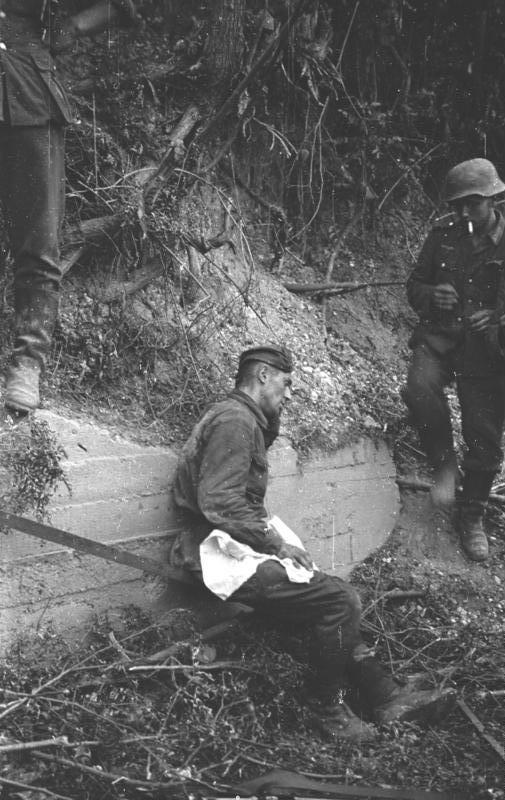
Prizonier sovietic, după distrugerea buncărului în care se ascundea

Divizia 13 s-a alăturat bătăliei de la Bălți, luptând la Singureni și Dealul Țarinei, o poziție puternic fortificată, care a fost asaltată de Regimentul 22. Divizia 14 a fost subordonată Corpului 54 și a primit misiunea să stabilească un cap de pod la nord de Răut în regiunea satului Elizaveta, îndeplinind-o ziua următoare, când Diviziile 13 și 14 au reușit să împingă rezistențele sovietice la est de Bălți. Regimentul 39 Infanterie a atins Răutul la ora 10:00. Divizia 5 Infanterie, aflată pe flancul drept al Corpului 54 a avut o ciocnire cu cavaleria sovietică în zona Zgărdești - Mândrești. Atacul a fost dat cu două regimente în linie, în timp ce al treilea era situat în spatele aripii stângi. La ora 14:00 Regimentul 8 Dorobanți a cucerit satul Zgărdești, în timp ce Regimentul 32 Infanterie a respins trupele sovietice la est de Mândrești și Pădurea Gliceni.
Regimentele 3 Dorobanți și 19 Infanterie ale diviziei 11, ajutate de artileria grea a corpului au reușit să ajungă pe înălțimile de la est de Sărata Galbenă. În sectorul Diviziei 15 Infanterie, înaintarea a fost ușoară, seara aflându-se lângă Hîncești. Lucrurile nu au stat însă la fel și la Divizia 35 Infanterie Rezervă. La ora 10:45, Grupul 53 Cercetare a raportat că a ocupat dealul de la nord de Micleușeni și Pădurea Răcătău, și că trupele sovietice se retrag spre Chișinău. Raportul s-a dovedit mai târziu a fi fals, deoarece din exact acea zonă și din Pădurea Micleușeni și Lozova a pornit contratatacul sovietic care a lovit spatele și flancul Batalionului II/Regimetul 67 Infanterie. Acesta a cedat, iar soldații au început să se retragă în debandadă, antrenând și o parte a Batalionului III și Trupele de Intendență. Trupele sovietice au reușit să flancheze astfel Valea Bucovățului, unde se afla în deplasare Regimentul 63 Artilerie, care a fost surprins de infanteria și tancurile sovietice. Col. Cocinschi, comandantul unității, a dat imediat ordinul de a pune tunurile în poziție de tragere. În lupta care a urmat, colonelul însuși a fost rănit în timp ce trăgea cu pușca-mitralieră din poziția Bateriei 1. Majoritatea tunurilor a fost încercuită. Două ordine Mihai Viteazul clasă a III-a au fost acordate cpt. Alexandru Borcescu și, respectiv, cpt. Valerie Negut, ambele post-mortem, cei doi murind în prima linie. Au fost și singurele înalte decorații acordate ofițerilor Diviziei 35 Infanterie Rezervă. Batalionul I/Regimentul 50 Infanterie, aflat în rezervă, a contraatacat și a oprit înaintarea sovietică la est de Șendreni și Vărzărești. Gen. de brigadă Emil Procopiescu, comandantul diviziei, a reușit să oprească trupele în retragere și să reorganizeze o linie de apărare. Pe lângă pierderile umane ridicate (până pe 15 iulie divizia avea 177 morți, 2.295 dispăruți și 309 răniți) s-a pierdut tot echipamentul Regimentului 63 Artilerie și două baterii ale Divizionului 55 Artilerie Grea Moto. Regimentul 55 Infanterie (constituind Gruparea de nord a diviziei) a reușit în schimb să ajung la nord și vest de Călărași, dar nu a putut pătrunde în oraș. Seara, aripa sa stângă a fost respinsă de un atac sovietic. Situația Diviziei 35 Infanterie era încă critică: Grupul 53 Cercetare era încercuit la Răcătău, iar Regimentul 55 Infanterie era izolat pe Valea Bâcului. 
Problemele s-au înmulțit pentru Regimentul 11 Dorobanți al Diviziei 21 după ce fost atacat înainte de răsărit, la ora 4:30. Trupele sovietice au pătruns în poziția unității, iar două companii au intrat în panică și s-au retras. La 6:15 a urmat un asalt și mai puternic, care a produs panică la Batalionul III, care în retragere a antrenat și Batalionul I. Sovieticii au înaintat până la Cota 93, unde au fost opriți de Regimentul 24 Infanterie și de Batalionul II/Regimentul 11 Dorobanți, precum și de focul Regimentului 5 Artilerie. Gen. de divizie Nicolae Dăscălescu a oprit fugarii pe care i-a întâlnit și a reorganizat linia frontului și a refăcut legăturile între regimente. Regimentele 11 și 12 Dorobanți au primit sarcina să atace Dealul Epureni, iar Regimentul 24 Infaterie să curețe satul Stoenești de trupe sovietice. Regimentul 12 Dorobanți a respins un contraatac și a înaintat până la Cotă 126 de pe Dealul Epureni, iar Regimentul 11 a ajuns pe muchia dealului. Col. Bârdan, comandantul ultimului regiment, a raportat la ora 10:00 că se află pe deal doar cu Batalionul I și pierduse contactul cu celelalte două. La dreapta sa era Batalionul II/Regimentul 12 Dorobanți. Un alt contraatac a fost respins cu pierderi mari de ambele părți. Col. Bârdan mai avea lângă el 8 ofițeri și 68 de soldați, iar Regimentul 12 a trebuit să aducă în prima linie Batalionul III și din resturile Batalioanelor I și II să creeze un batalion ad-hoc de rezervă. Până la 12:20, Regimentul 24 a curățat satul Stoenești. Pierderile pentru această zi sângeroasă au fost 98 morți, 292 răniți și 63 dispăruți la Regimentul 11 Dorobanți și 72 morți și 154 răniți la Regimentul 24 Infanterie. 
Și Divizia de Gardă a fost atacată în acea zi. La ora 5:30, în pozițiile Regimentului 6 Infanterie „Mihai Viteazul” s-au strecurat trupe sovietice, folosindu-se de spațiul liber dintre Batalionul I și III. Acestea au surprins postul de comandă al regimentului și în lupta care a urmat, comandantul unității, lt. col. Gheorghe Iliescu, a fost ucis. Acesta a fost primul comandant de regiment român mort în timpul celui de-al doilea război mondial. A fost ulterior decorat cu Ordinul Mihai Viteazul clasa a III-a post-mortem. Compania de comandă a reușit să respingă inamicul cu sprijinul companiei de pionieri și a Batalionului II, fiind luați aproape 100 de prizonieri. După-amiază, Batalionul II a respins un alt atac sovietic. În total, pierderile Diviziei de Gardă în acea zi au fost 102 morți și 828 răniți, din care 20 de morți și 156 răniți ai Regimentului 6, care a fost trecut în rezervă.

### 9 iulie
Regimentul 8 Dorobanți a atacat frontal pozițiile sovietice din Mândrești cu un batalion și cu un al doilea care l-a manevrat pe la sud, punând în pericol spatele trupelor sovietice, care s-au retras abandonând o cantitate însemnată de armament. 
Divizia 1 Blindată a primit misiunea de a înainta spre sud, pe direcția Moșana - Soroca, reușind ca până la 10 iulie să blocheze calea trupelor sovietice care se retrăgeau spre Moghilău și să curețe malul drept al Nistrului în zona Sorocăi.
Corpul 3 a oprit înaintarea Diviziilor 11 și 15 Infanterie și a trecut în defensivă. Presiunea sovietică asupra Diviziei 35 Infanterie Rezervă s-a menținut, Gruparea Aeriană de Luptă trebuind să execute peste 80 de ieșiri/avion și să arunce 22,25 tone de bombe în zona acesteia, pentru a dezorganiza concetrările de trupe inamice. Ziua următoare, generalul de armată Ion Antonescu a hotărât retragerea grupului nordic al diviziei de la Călărași și preluarea sectorului de către Divizia 72 Infanterie germană. Divizia 15 Infanterie a realizat legătura cu divizia amenințată cu Batalionul I/Regimentul 10 Vânători, întărit cu tunuri anticar. De asemenea, pentru a întări Corpul 3, Armată a 4-a i-a subordonat Divizia de Grăniceri și Brigadă 7 Cavalerie. 
Regimentul 1/2 Vânători Gardă a atacat pe direcția Cota 120 A Cota 196 pe Dealul Toceni. După lupte foarte grele punctate de numeroase contraatacuri sovietice, regimentul a reușit să ocupe Cota 196 la ora 17:00. Avansase 7 km. Doi tineri ofițeri au primit Ordinul Mihai Viteazul clasa a III-a în urma acestei acțiuni: lt. Mihail Adabei și lt. Victor Comsa. Luptele au continuat cu intensitate și în sectorul Diviziei 21 Infanterie. Regimentul 11 Dorobanți, deși pierduse aproximativ jumătate din ofițeri și 40% din soldați în zilele precedente, a reușit să cucerească Dealul Țiganca, Cota 77 și satul Țiganca, distrugând 5 cazemate și luând în jur de 150 de prizonieri. Pierderile au fost din nou mari: 50 morți, 135 răniți și 23 dispăruți. Regimentul 12 Dorobanți nu și-a atins însă obiectivul. Batalionul I a suferit pierderi mari și nu a mai putut avansa. Astfel, comandantul regimentului, col. Gheorghe Nicolescu, a luat conducerea directă a Batalionului ÎI și a pornit la atac. La ora 9:10 a fost rănit mortal și asaltul a încetat. În aceste condiții, generalul Dăscălescu raportă Corpului 5 că divizia sa se află într-o situație foarte grea, având de ținut un front mai mare decât posibilitățile sale și a dispus ca toți oamenii disponibili din unitățile necombatante să fie încadrați în regimentele din prima linie.

### 10 iulie

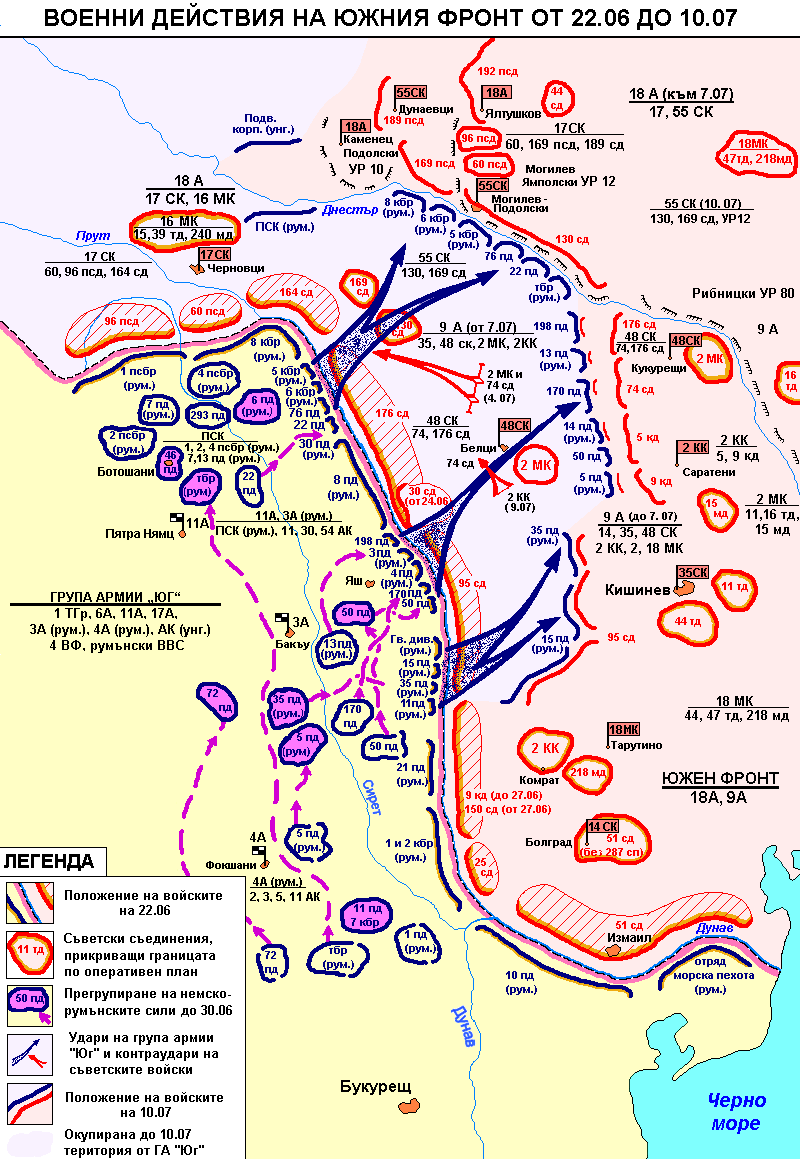
Hartă cu acțiunile trupelor aliate până la 10 iulie

Divizia 1 a fost subordonată Corpului 54 german și îndreptată spre Bălți, contribuind la ocuparea orașului pe 12 iulie. În aceeași zi, Batalionul III/Regimentul 7 Dorobanți din Divizia 13 Infanterie a intrat în Soroca după o luptă scurtă.

### 11 iulie
Armata a 3-a ajunsese pe aliniamentul Cormani A Romancăuți cu Brigada 4 Munte, Romancăuți A Climăuți cu Brigada 1 Munte și Kaluș A Volskova cu Brigada 8 Cavalerie. 
Divizia 15 Infanterie a fost atacată puternic, atacul principal fiind suportat de Regimentul 35 Infanterie „Matei Basarab”, situat la vest de Lăpușna, care a ținut față unui regiment sovietic sprijinit de patru divizioane de artilerie. Regimentul 10 Vânători a respins încercările sovietice de a ajunge în spatele diviziei, în timp ce Regimentul 25 Infanterie se replia din pozițiile avansate pentru a scurta linia de apărare. Spre seara, două companii inamice s-au infiltrat la contactul dintre Diviziile 11 și 15 Infanterie, dar au fost respinse de rezerva corpului de armată. 

### 12 iulie
Regimentul 25 Infaterie a atacat trupele sovietice infiltrate pe direcția Lăpușna și le-a obligat să se retragă în debandadă spre Hîncești, capturând 250 de prizonieri. 
Bătălia pe frontul central-sudic a atins punctul culminant. Armata Roșie a atacat cu Corpul 14 (Diviziile 25 și 51 Pușcași) și încă o divizie de infanterie, sprijinite de tancuri și aviație, care a bombardat trupele române la Tigheci, Lărguța, Răzești și Cociulia. Divizia de Gardă a fost puternic presată în sectorul Regimentelor 1/2 și 2/9 Vânători Gardă. Asaltul a durat 16 ore. Cele două regimente și-au menținut pozițiile cu mare dificultate. Toate rezervele au fost aruncate în luptă, pionierii și chiar grupurile de comandă. Violența a fost extremă, luptele corp la corp fiind frecvente. Exemplul Batalionului III/Regimentul 1/2 Vânători Gardă este elocvent. Acesta era aproape complet încercuit pe Dealul Cania, dar a continuat să reziste pe pozițiile sale. Pe flancul drept, Divizia 21 Infanterie, redusă numeric la practic numai 4 batalioane, a respins atacurile a două divizii sovietice. Gruparea Aeriană de Luptă a jucat un rol important în înfrângerea ofensivei sovietice la Țiganca. Între 8:50 și 17:30, aproape 37 de tone de bombe au fost lansate asupra pozițiilor de artilerie și concentrațiilor de trupe sovietice. S-au executat 120 ieșiri/avion, din care 59 au fost bombardiere. Prizonierii capturați au declarat că atacurile aeriene au cauzat pierderi de până la 40% trupelor Armatei Roșii din zonă. Doi piloți au primit Ordinul Mihai Viteazul clasa a III-a post-mortem pentru faptele lor din acea zi: lt. av. (r) Ioan Lașcu, din Grupul 5 Vânători, ucis în timpul unui atac la sol asupra trupelor sovietice din Valea Lărguței, și slt. av. Vasile Claru, din Grupul 8 Vânători, ucis într-o luptă aeriană deasupra satului Țiganca cu mai multe I-16 din 67 IAP. În tot timpul luptelor din iulie, GAL a lansat 134,5 tone de bombe în sprijinul Corpului 5. Atacurile sovietice au continuat până pe 14 iulie, dar cu intensitate mai mică. În aceeași zi, Regimentul I Mehedinți nr. 17 din Divizia 1 Infanterie a fost adus pentru a întări Divizia 21 Infanterie. 
Pentru depășirea impasului creat în sectorul Armatei a 4-a, Marele Cartier General a conceput o manevră de învăluire. Astfel, pe 13 iulie, Corpul 54 german urma să atace cu Divizia 50 Infanterie germană și Diviziile 5 Infanterie și 1 Blindată române pe direcția Zăicani A Orhei A Chișinău și cu Divizia 72 Infanterie germană pe direcțiile Ungheni A Bucovăț și Cornești A Călărași. Divizia 35 Infanterie Rezervă trebuia să înainteze pe direcția Boldurești A Vorniceni și de acolo spre Chișinău. Iar pe 14 iulie urma să intre în acțiune și Corpul 3 al Armatei a 4-a, cu Divizia 15 Infanterie pe direcția Lăpușna A Ialoveni, cu Diviziile de Grăniceri și 11 Infanterie pe direcția Cărpineni A Costești și cu Brigada 7 Cavalerie pe flancul sudic spre Sărăteni. Doar Corpul 5 rămânea în defensivă. 

### 13 iulie
Brigăzile de munte au avut ciocniri cu ariergărzile sovietice și spre seară au atins Nistrul în zona satului Romancăuți.
Corpul de Cavalerie a trecut în subordinea Armatei a 3-a și a preluat Brigada 8 Cavalerie de la Corpul de Munte, începând pregătirile pentru operațiunea de forțare a Nistrului care urma să aibă loc pe 17 iulie. 
Înaintarea rapidă din zona nordică a frontului românesc și atingerea Nistrului s-au datorat replierii Armatei a 12-a în urma ordinului primit de Frontul de Sud-Vest de la STAVKA de a se retrage pe vechea frontieră. De asemenea gen. col. Tiulenev, comandantul Frontului de Sud, a subestimat forța Grupului de Armate Antonescu și a cerut și el retragerea pe Linia Stalin, aflată pe malul stâng al Nistrului. Însă ordinul a fost contramandat de STAVKA, care i-a cerut să recucerească linia Prutului. Astfel s-a ajuns la situația că în timp ce Armata a 18-a sovietică, adusă în grabă pe front din Districtul Militar Moscova, se afla peste Nistru în zona fortificată Moghilău, Armata a 9-a ocupa încă centrul și sudul Basarabiei, ducând lupte grele cu Armată a 4-a română. 
Divizia 15 Infanterie a forțat Prutul, reușind să treacă până seara Regimentul 25 Infanterie pe aripa stângă și Regimentul 10 Vânători pe aripă dreaptă la Obileni și Sărăteni.
A continuat ofensiva pe frontul central, trupele sovietice din fața Corpului 3 retrăgându-se spre Chișinău. 

### 14 iulie
Divizia 5 Infanterie a fost puternic contraatacată de cavaleria inamică în zonă Mănăstirii Hirova, dar Regimentele 8 și 9 Dorobanți au rezistat și la ora 10:00 au reluat înaintarea spre Orhei. La nord, diviziile române din Corpul 30 german au întâmpinat greutăți. Divizia 13 Infanterie a reușit să curețe satul Dubna de abia după ce Regimentul 399 german a manevrat pe la nord punctul de rezistentă și o parte din trupele sovietice s-au retras pentru a nu fi încercuite. Divizia 14 Infanterie s-a confruntat cu probleme pe Răut, unde a fost forțată să treacă pe defensivă și să respingă atacurile sovietice. Doar Corpul 3 a înaintat fără mari probleme, datorită faptului că inamicul din fața să se retrăgea pentru a nu fi încercuit. 

### 15 iulie
Corpul 5 a reușit în sfârșit să iasă din capul de pod și să avanseze. Bătălia de la Falciu/Țiganca se terminase. Pierderile suferite de cele două divizii erau foarte mari: 2.473 de către Divizia de Gardă și 6.222 de către Divizia 21 Infanterie. În total 17 Ordine Mihai Viteazul clasa a III-a au fost acordate pentru faptele din această bătălie, din care 6 post-mortem. Ofițerul cel mai înalt în grad decorat a fost gen. de divizie Nicolae Dăscălescu. Se zice că Ion Antonescu și-ar fi scos de pe piept propria decorație Mihai Viteazul, primită în timpul primului Război Mondial, și i-ar fi conferit-o generalului, în timpul unei inspecții. De asemenea steagul Diviziei 21 Infanterie a fost decorat cu Ordinul Mihai Viteazul clasa a III-a.
Divizia 14 Infanterie a fost în continuare atacată pe Răut de infanteria sprijinită de tancuri, dar a respins fiecare asalt, iar în timpul nopții a reușit să ocupe Cota 166, în urma unui atac la baionetă dat de Detașamentul „Lt. col. Calotescu”. În sectorul Corpului 54 german, ce acționa la nord de Chișinău, Diviziile 5 Infanterie română și 50 Infanterie germană au respins ariergărzile sovietice din fața lor și au intrat în Orhei. Divizia 1 Blindată a înaintat apoi pe șoseaua Orhei A Chișinău până la numai 8 km de capitală Basarabiei. La Corpul 3, Divizia 35 Infanterie Rezervă a fost scoasă din prima linie și peste puțin timp va fi desființată. În aceeași zi, Corpul 5 a trecut și el la ofensivă, urmărind inamicul aflat în retragere.

### 16 iulie
Divizia 1 Blindată a început atacul asupra Chișinăului la ora 3:30, apropiindu-se de oraș cu Grupul Vest, comandat de col. Constantin Nistor, dinspre Ciocana Nouă și cu Grupul Est, comandat de col. Gheorghe Petrea, dinspre nord-est. Prima grupare a pătruns în oraș la ora 8:30, surprinzând trupele sovietice aflate în Chișinău. Lângă Mitropolie, Compania 3 Care de Luptă, comandată de cpt. Victor Gabrinschi, a lichidat un escadron de cavalerie și o baterie de artilerie grea. Slt. Ștefan Marinescu a ridicat drapelul românesc pe Biserică Sf. Treime. La 11:30 înaintarea celei de-a două grupări a fost oprită de trupele sovietice aflate pe Dealul Rășcanu, care au fost ulterior scoase din poziție de Batalionului 2 Care de Luptă sprijinit de toată artileria grea disponibilă. Drumul de retragere al trupelor Armatei Roșii spre Tighina era tăiată. Au mai pătruns apoi în Chișinău și Diviziile 50 și 72 Infanterie germane și până seara orașul fusese curățat de rămășițele unităților sovietice. Cealaltă unitate română a Corpului 54 german, Divizia 5 Infanterie, a continuat înaintarea spre est de la Orhei, ajungând pe aliniamentul Hârtopul Mic A Ișnovăț A Buric. A două zi a atins Nistrul. 
La nord, Diviziile 8, 13 și 14 Infanterie română, care erau subordonate Corpului 30 german au alcătuit Grupul de divizii „Gen. Rozin” (gen. de brigadă Gheorghe Rozin era comandantul Diviziei 13). Misiunea sa era de a apăra flancul drept al Corpului 30 german, în timp ce acesta forța trecerea Nistrului. Regimentul 13 Dorobanți din Divizia 14 Infanterie a dus lupte dificile cu trupe sovietice sprijinite de tancuri, în zona Gura Camencii, dar a reușit să respingă toate atacurile. În sectorul Armatei a 4-a, Corpul 3 a manevrat pe la sud Chișinăul și a ajuns pe aliniamentul Ruseștii Noi A Bardar A (est) Hîncești A (est) Orac. Corpul 5 a înaintat cu Divizia de Gardă spre Porumbești și Lărguța și cu Divizia 21 Infanterie spre Țiganca Nouă. Regimentul 11 Dorobanți a cucerit acest sat până seară, pierzând 16 morți, 57 răniți și 37 dispăruți. 

### 17 iulie

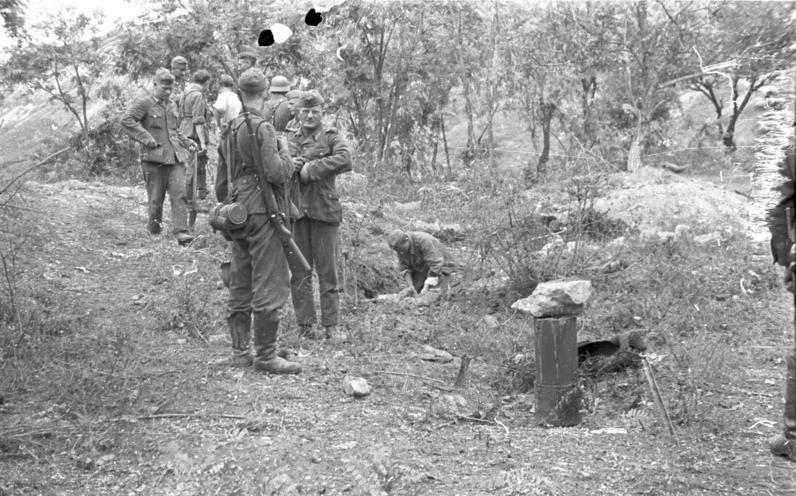
Trupe germane înainte de forțarea Nistrului

Căderea Chișinăului și a Masivului Cornești din vestul său a însemnat practic sfârșitul luptelor importante pe frontul din Basarabia. Comandamentul trupelor Axei din regiune a fost reorganizată. Grupul de Armate „Gen. Antonescu” înceta să existe. Astfel Armatei a 11-a germane i se subordonau numeroase trupe române: Armata a 3-a (Corpul de Munte și Corpul de Cavalerie) și Corpul 4 (Diviziile 6, 8, 13 și 14 Infanterie). Sub comanda Marelui Cartier General și a generalului Antonescu rămâneau Grupul de divizii „Mattenkloht” (Diviziile 5 și 15 Infanterie, 1 Blindată română) și Armata a 4-a cu Corpul 3 (Diviziile 11 și 35 Infanterie, Grăniceri) și Corpul 5 (Diviziile 21 Infanterie și Gardă, Regimentul 17 Infanterie) în prima linie și Divizia 7 Infanterie în rezervă. Divizia 3 Infanterie și Brigada 7 Cavalerie alcătuiau rezerva Marelui Cartier General. De cealaltă parte, STAVKA a decis să înceapă să retragă Armata a 9-a din sudul Basarabiei, deoarece era în pericol de a fi încercuită, în condițiile în care Armata a 11-a germană și Armată a 3-a română au forțat trecerea Nistrului în această zi, iar aripa nordică a Grupului de Armate Sud înainta în adâncul Ucrainei.
Grupul „Gen. Rozin” a dus lupte defensive la Alexeni cu Regimentul 13 Dorobanți din Divizia 14 Infanterie, respingând toate atacurile sovietice. Grupul „Mattenkloht” a luat Zăicani-ul cu Regimentul 9 Dorobanți din Divizia 5 Infanterie și a dirijat spre est Divizia 1 Blindată, această întâmpinând rezistențe puternice la intrarea în satul Chirca. Corpurile 3 și 5 și-au continuat și ele urmărirea, iar în sudul frontului, Corpurile 11 și 2 au început incursiunile pe malul basarabean, pentru a pregăti traversarea.

### 18 iulie
Înaintarea spre est a progresat fără probleme și o coloană a Diviziei 1 Blindate a capturat un grup de ofițeri din statul major al Diviziei 95 Pușcași sovietică. Divizia 14 Infanterie s-a confruntat cu o situație mai specială, fiind din nou atacată puternic pe frontul de pe Răut. Batalionul II/Regimentul 39 Infanterie a rezistat pe poziții, dar Batalionul III al regimentului și Batalionul III/Regimentul 8 Vânători au cedat și s-au retras de pe Dealul Cucuești și Movila Turcului. A fost introdus în luptă Batalionul II/Regimentul 8 Vânători, care a contraatacat și a recucerit Movila Turcului. 

### 19 iulie

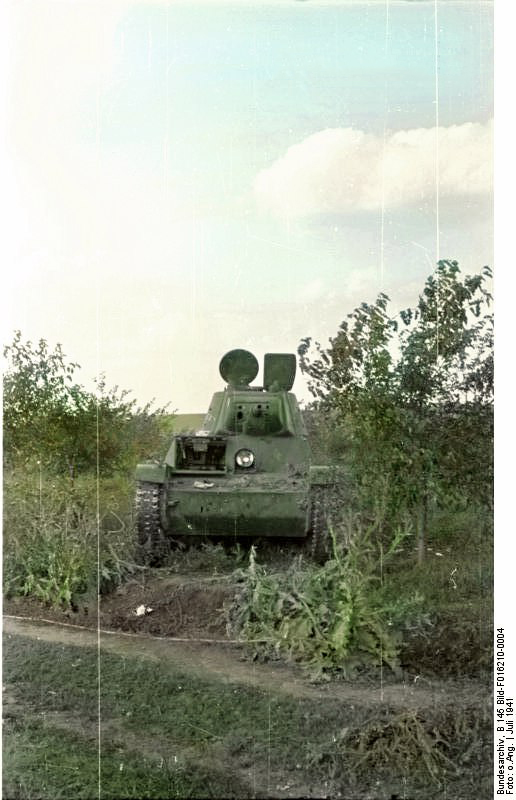
T-26 sovietic, imobilizat în Basarabia spre sfârșitul operațiunii.

Divizia 5 Infanterie a reușit să ia Movila Spânzuraților, unde fusese oprită de trupe sovietice în ziua precedentă, iar seara a ajuns în zona Coșernița A Boșcana A Ohrincea. La Corpul 3, Divizia 11 a ajuns seara pe aliniamentul Selemt A Ciofinceni, Divizia de Grăniceri lângă Cimișlia și Cazangic, iar Divizia 35 Infanterie Rezervă la Gradiște, Sagaidac și Gălbenița. Corpul 5 a ajuns cu Divizia de Gardă la vest de Valea Sasghiol, iar cu Divizia 21 Infanterie pe Dealul Haragos. 
O dată atins Nistrul, Armata a 4-a a organizat apărarea râului în sectorul Dubăsari cu Corpul 11. Acesta avea în subordine 8 batalioane de mitraliere, 7 companii anticar și 2 regimente de infanterie, precum și fortificații în prima linie și Diviziile 15 Infanterie și 1 Blindată ca rezervă. A fost introdusă în urmărire și Divizia 3 Infanterie la Corpul 5, pentru a înlocui Divizia de Gardă epuizată în luptele grele de la începutul lunii.  

### 20 iulie
Divizia 15 Infanterie a cucerit Tighina, atingând Nistrul. Armata a 4-a și-a continuat înaintarea având mai multe probleme cu drumurile desfundate de ploi decât cu trupele sovietice, care se retrăgeau. În aceeași zi, Corpul 11 a început să treacă Prutul. Astfel, Batalionul II/Regimentul 53 Infanterie a pătruns în Cahul după-amiază, fără a întâmpina rezistențe. 

### 21 iulie
Corpul 2 a început trecerea Dunării, la ora 7:30, când Regimentul 33 Infanterie din Divizia 10 Infanterie a realizat primul cap de pod. Până seara Chilia, Pardina, Isbrieni și Vâlcov au căzut în mâinile românilor.

### 25 iulie
Armata a 4-a a lăsat sarcină curățirii sudului Basarabiei pentru Diviziile de Grăniceri, 35, 21 și 10 Infanterie și Brigăzii 7 Cavalerie, acestea apropiindu-se în final de malul vestic al Nistrului. Totodată a fost atinsă vechea frontieră de stat, fiind marcat sfârșitul operațiunilor în Bucovina de Nord și Basarabia din anul 1941.